# Kornel Altman
Kornel Altman (26 de septiembre de 1991) es un deportista checo que compitió en remo. Ganó dos medallas en el Campeonato Europeo de Remo, en los años 2011 y 2012, en la prueba de ocho con timonel.

## Palmarés internacional
| Campeonato Europeo | Campeonato Europeo | Campeonato Europeo | Campeonato Europeo |
| Año                | Lugar              | Medalla            | Prueba             |
| ------------------ | ------------------ | ------------------ | ------------------ |
| 2011               | Plovdiv (Bulgaria) | Medalla de plata   | Ocho con timonel   |
| 2012               | Varese (Italia)    | Medalla de bronce  | Ocho con timonel   |